# Gholamreza Mehrabi
Gholamreza Mehrabi (persa: غلامرضا محرابی) (falecido em 13 de junho de 2025) foi um general de brigada iraniano da Guarda Revolucionária Islâmica (CGRD). De 2016 até sua morte durante os ataques israelenses contra o Irã em junho de 2025, ele atuou como vice-chefe de inteligência do Estado-Maior das Forças Armadas do Irã. Ele também serviu durante os oito anos da guerra Irã-Iraque.

## Carreira
Em 16 de fevereiro de 2013, em resposta aos apelos de algumas autoridades iranianas para que se iniciassem negociações nucleares com os Estados Unidos, Mehrabi afirmou: “Se recuarmos, eles avançarão ainda mais, por isso resistimos. O Irã é um grande país com recursos abundantes; tem um exército poderoso, um povo inteligente, uma liderança decisiva, muitos recursos naturais e energia. Portanto, se estivermos presentes e conscientes, nada acontecerá”. Ele também rejeitou a ideia de que as negociações levariam ao levantamento das sanções, chamando-a de “uma mentira”. Segundo Mehrabi, “o objetivo das sanções é colocar o povo contra as autoridades, mas é preciso aceitar que conseguimos administrar com força e superar esses problemas”.

## Morte
Mehrabi foi morto em 13 de junho de 2025 durante os ataques israelenses ao Irã em junho de 2025. Os ataques, que tiveram como alvo infraestruturas militares e de inteligência em Teerã e arredores, bem como outros locais, resultaram na morte de vários oficiais iranianos de alto escalão, incluindo Mehrabi e o general Mehdi Rabbani, que era o vice-chefe de operações. A mídia estatal iraniana e declarações oficiais descreveram Mehrabi e Rabbani como “mártires”, enfatizando seus serviços durante a guerra Irã-Iraque e sua senioridade nas forças armadas.